# Douglas MacArthur
Douglas MacArthur, född 26 januari 1880 i Little Rock i Arkansas, död 5 april 1964 i Washington D.C., var en amerikansk militär: brigadgeneral 1918, general 1930, arméchef 1930-1935 och en av hittills fem personer som utsetts till femstjärnig general (1944).

## Uppväxt och tidig karriär
Douglas MacArthur var son till generallöjtnanten Arthur MacArthur, som bland annat stred på Filippinerna under spansk-amerikanska kriget och filippinsk-amerikanska kriget. Douglas MacArthur tjänstgjorde i armén i de tre största krigen under sin livstid: första världskriget, andra världskriget och Koreakriget. Under första världskriget uppnådde han rangen av brigadgeneral och är den hittills yngste amerikanske soldat som nått denna grad.
1930 utsågs MacArthur till arméstabschef. När USA gav Filippinerna något större självstyre 1935, skulle en filippinsk armé sättas upp. MacArthur utsågs till befälhavare och ledde skapandet av armén. År 1937 utsågs han till filippinsk fältmarskalk. I juli 1941 återkallade president Franklin D. Roosevelt MacArthur i amerikansk tjänst som en förberedelse för det krig med Japan som verkade troligt. Han blev befälhavare för de amerikanska väpnade styrkorna i Fjärran Östern (USAFFE).

## Andra världskriget
Under andra världskriget deltog MacArthur i striderna i Stilla havet och ledde de amerikanska trupperna vid ett antal segerrika slag och blev därigenom nationalhjälte och tilldelades den femstjärniga graden General of the Army den 18 december 1944.
MacArthurs inledande aktioner vid den japanska invasionen av Filippinerna var tveksamma. Flygvapnet ville anfalla japanska baser på Taiwan men MacArthur betecknade det som ett självmordsuppdrag och förbjöd anfallet. Istället förstördes de flesta planen på marken. Han ledde därefter ett segt försvar på Bataanhalvön och Corregidor, men 8 maj 1942 kapitulerade Corregidor. MacArthur hade redan i mars beordrats därifrån av president Roosevelt. När han kom fram till Australien höll han ett uppmärksammat tal där han sade ”I shall return” (jag kommer att återvända) om Filippinerna. Han ledde de allierade styrkorna som högste befälhavare för de allierade styrkorna i sydvästra stillahavsområdet (Supreme Commander, South West Pacific Area, SWPA). Huvudsakligen hade han australiska trupper till sitt förfogande.
Han kom därefter att bli befälhavare för de amerikanska ockupationsstyrkorna i Japan (Supreme Commander of the Allied Powers) och ledde under den perioden i stor utsträckning återuppbyggnadsarbetet i landet.

## Koreakriget
När Koreakriget utbröt utsågs MacArthur den 8 juli 1950 till befälhavare över FN-styrkorna, men hamnade i onåd hos den politiska ledningen i USA, bland annat på grund av sin uppfattning att Kina skulle anfallas, om nödvändigt med kärnvapen. Han gjorde sig också omtalad för sin egensinniga bångstyrighet och tog ogärna order av president Truman, som fråntog honom befälet i Korea den 11 april 1951.

## Återkomst till USA
MacArthur möttes av omfattande hyllningar när han återvände till USA, vilket ledde till förväntningar om att han skulle försöka bli republikanernas presidentkandidat i valet 1952. Men hans popularitet minskade i och med de senatförhör som hölls angående avskedandet och möjligheten försvann därmed. 
En annan möjlighet fanns dock. Senator Robert Taft hade lovat att erbjuda MacArthur vicepresidentposten om Taft blev vald till president 1952. Taft var favorit till att bli republikanernas kandidat, men efter mycken tvekan bestämde sig Dwight Eisenhower för att ställa upp och han besegrade Taft. Om inte det hade inträffat och istället Taft blivit republikanernas presidentkandidat och sedermera besegrat demokraternas Adlai Stevenson i presidentvalet, så hade MacArthur i egenskap av vicepresident blivit president när Taft avled i cancer i juli 1953.

## Utmärkelser
- Vita lejonets orden,  1932[1]
- Kongressens guldmedalj
- Vita örns orden
- Distinguished Service Medal
- Croix de guerre 1914–1918
- Médaille militaire
- Purpurhjärtat
- Uppgående solens orden med paulowniablomster, första graden
- Storkors av Kronorden
- Riddare med storkors av Bathorden
- Tjeckiska Segermedaljen
- Uppgående solens orden
- Filippinernas hederslegion
- Sydkoreas grundlagsorden
- Italiens militärorden
- Belgiska Kronorden
- Storkors av Hederslegionen
- Croix de Guerre
- Storkors av Polonia Restituta
- Bronze Star
- Korean Service Medal
- Distinguished Flying Cross
- Air Medal
- Philippine Campaign Medal
- Silver Star
- Distinguished Service Cross
- Navy Distinguished Service Medal
- Medal of Honor
- FNs Koreamedalje
- Mexican Service Medal
- Army of Occupation of Germany Medal
- Army of Occupation Medal
- National Defense Service Medal
- World War I Victory Medal
- World War II Victory Medal
- American Defense Service Medal
- Asiatic-Pacific Campaign Medal
- Silverkors av Virtuti Militari

[Redigera Wikidata]